# Friedrich Wilhelm Bessel
Friedrich Wilhelm Bessel (Minden, 22 luglio 1784 – Königsberg, 17 marzo 1846) è stato un matematico, astronomo e geodeta tedesco, sistematizzatore delle funzioni di Bessel (le quali, nonostante il nome, furono scoperte da Daniel Bernoulli).

## Biografia
Nato in Vestfalia figlio di un funzionario pubblico, all'età di 14 anni lavorò come apprendista in una ditta di import-export, diventando in poco tempo contabile dell'azienda. Gli interessi della ditta sulle navi mercantili lo portarono a rivolgere le sue abilità matematiche verso i problemi della navigazione. A sua volta questo lo condusse ad interessarsi di astronomia come strumento per determinare la longitudine e quindi la corretta posizione delle navi.
Realizzando un miglioramento dei calcoli orbitali della cometa di Halley, attirò l'attenzione di una figura di spicco dell'astronomia tedesca del tempo, Heinrich Wilhelm Olbers. Entro i successivi due anni lasciò il precedente impiego e divenne assistente all'osservatorio di Lilienthal, vicino a Brema, ove lavorò sulle osservazioni stellari di James Bradley per determinare la posizione precisa di 3222 stelle.
Grazie a questo lavoro, all'età di 26 anni, fu nominato direttore dell'Osservatorio di Königsberg da Federico Guglielmo III di Prussia. Lì pubblicò delle tavole di rifrazione atmosferica basate sulle osservazioni di Bradley che gli permisero di vincere il Premio Lalande dell'Institut de France. L'epoca in cui visse era dominata dalla figura del grande matematico tedesco Gauss, comunemente definito il principe dei matematici.

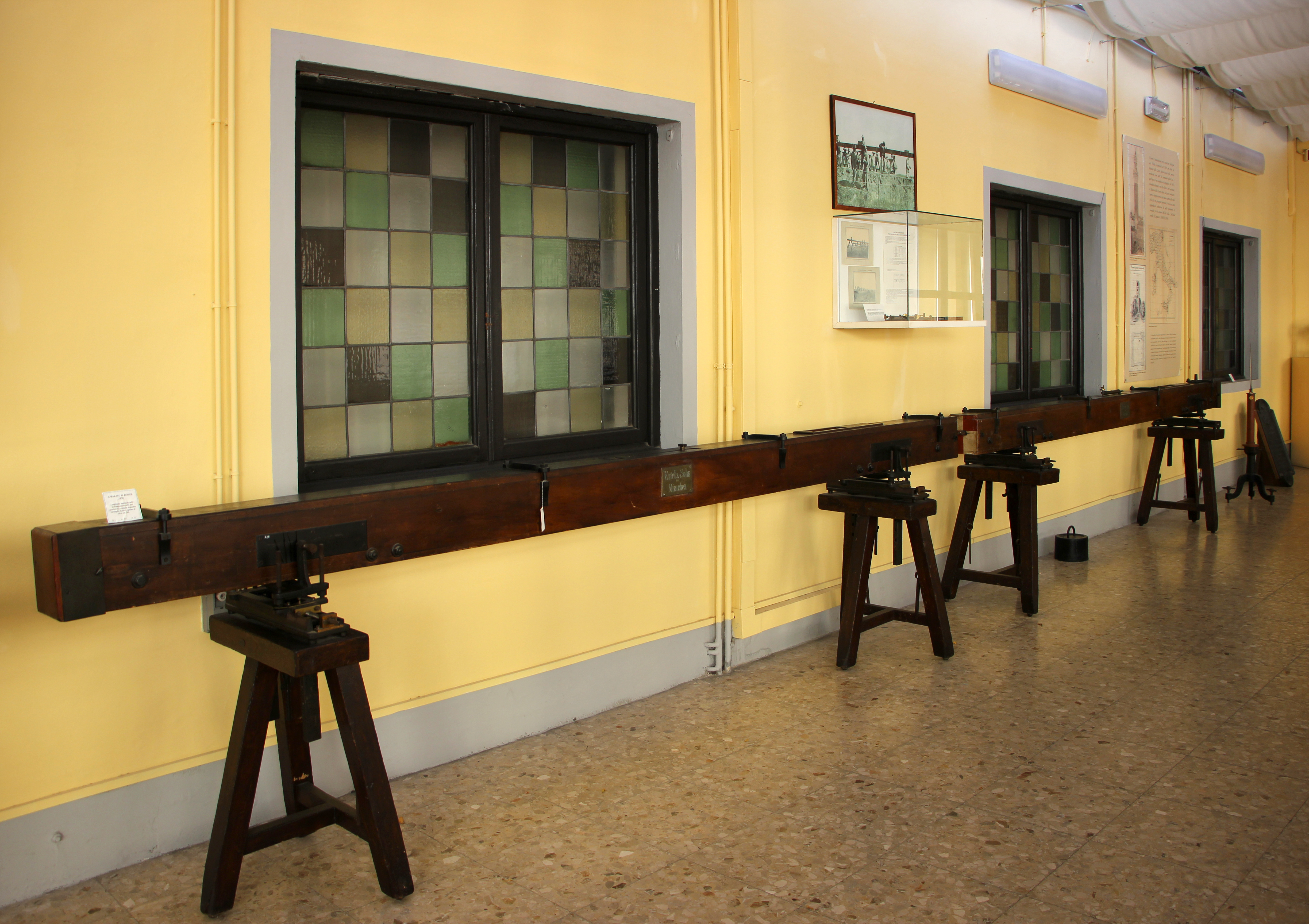
Apparato di Bessel nel Museo degli Strumenti dell'Istituto Geografico Militare di Firenze

Bessel è ricordato, soprattutto, perché fu il primo ad usare la parallasse per misurare la distanza di una stella. Nel 1838 Bessel misurò la parallasse di 61 Cygni, che risultò di 0,314 secondi d'arco; questo, dato il diametro dell'orbita della Terra, indicava che la stella era lontana circa 3 parsec (il satellite Hipparcos ha calcolato la parallasse a 0.28547 secondi d'arco). Bessel batté in velocità von Struve e Henderson che nello stesso anno misurarono la parallasse di Vega e Alpha Centauri.
Alla luce di queste scoperte, gli astronomi sono stati in grado non solo di ampliare l'ambito osservazionale ad una scala di grandezze enormemente maggiore, bensì, specialmente dopo la scoperta nel 1728 dell'aberrazione annua da parte di James Bradley, di fornire una seconda prova fisico-empirica del moto terrestre e dell'eliocentrismo, benché quest'ultimo, ai tempi di Bessel, fosse ritenuto ormai assodato.
Oltre a ottenere la determinazione della parallasse di 61 Cygni, le precise misurazioni permisero a Bessel di notare, anche, le deviazioni nei moti di Sirio e Procione, che dedusse essere causate dall'attrazione gravitazionale di una seconda stella non visibile (stella "compagna"). Il suo annuncio sull'esistenza del "compagno oscuro" di Sirio, nel 1841, fu la prima affermazione corretta di un compagno non visibile mai rilevato, e portò alla scoperta di Sirio B.
È inoltre dovuto a Bessel il metodo rigoroso di calcolo delle circostanze topocentriche delle eclissi e delle occultazioni.
Il confronto delle osservazioni personali con i dati ricavati dalle altrui osservazioni, portò Bessel a comprendere l'esistenza di una variabilità delle misure dirette compiute da un osservatore, derivanti dalle distorsioni sistematiche di questi, fenomeno noto come "equazione personale", e la conseguente necessità di una correzione sistematica da apportare a tali misure. Il concetto di equazione personale fu esteso successivamente ad altre discipline, soprattutto alla psicologia e alle scienze sociali.
Di rilievo furono anche i suoi contributi alla geodesia, quali: il calcolo delle misure dell'ellissoide terrestre e quello per le basi geodetiche (apparato di Bessel).
Nonostante non abbia avuto un'istruzione universitaria, Bessel fu una figura di primaria importanza nell'astronomia dei suoi tempi. Nel 1812 fu eletto all'Accademia delle Scienze di Berlino e, nel 1825, divenne membro della Royal Society, la prestigiosa accademia nazionale inglese delle scienze.
Morì di fibrosi retroperitoneale a Königsberg (l'attuale Kaliningrad, Russia).

## Opere
In latino

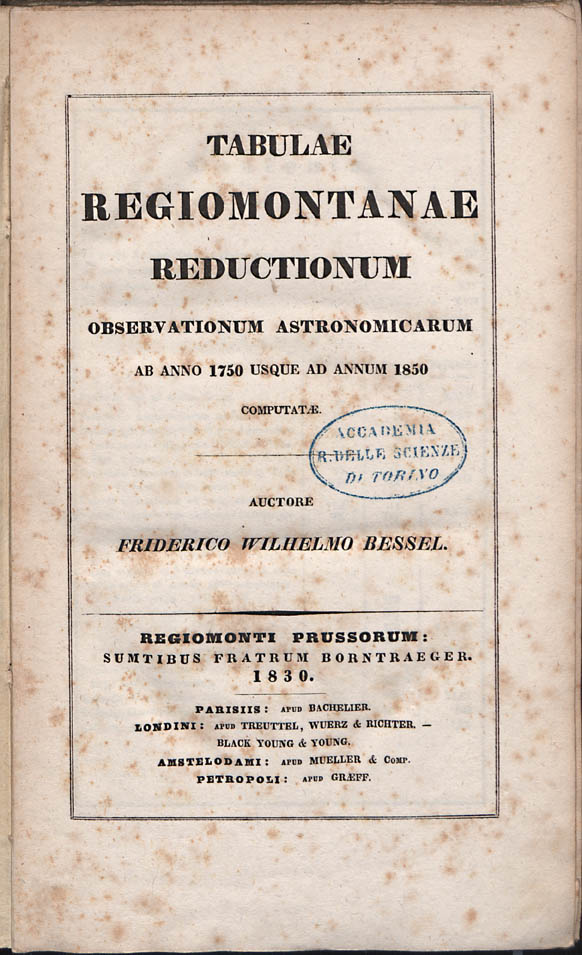
Tabulae Regiomontanae reductionum observationum astronomicarum ab anno 1750 usque ad annum 1850 computatae, 1830

- Fundamenta Astronomiae pro anno MDCCLV deducta ex observationibus viri incomparabilis James Bradley in specula astronomica Grenovicensi, per annos 1750–1762 institutis, Königsberg, 1818.
- Tabulae Regiomontanae reductionum observationum astronomicarum ab anno 1750 usque ad annum 1850 computatae, Sankt-Peterburg, Brüder Borntraeger, 1830.

In tedesco
- Untersuchungen über die scheinbare und wahre Bahn des im Jahre 1807 erschienenen grossen Kometen., Königsberg, 1810.
- Untersuchung der Größe und des Einflusses des Vorrückens der Nachtgleichen [Investigations on precession], Berlin, 1815.
- Untersuchungen über die Länge des einfachen Secundenpendels, Berlin, 1828.
- Versuche über die Kraft mit welcher die Erde Körper von verschiedener Beschaffenheit anzieht, Berlin, 1832.
- Gradmessung in Ostpreußen und ihre Verbindung mit Preußischen und Russischen Dreiecksketten, Berlin, 1838.
- Darstellung der Untersuchungen und Maaßregeln, welche, in 1835 bis 1838, durch die Einheit des Preußischen Längenmaaßes veranlaßt worden sind, Berlin, 1839.
- Astronomische Beobachtungen auf der Königlichen Universitäts-Sternwarte zu Königsberg, XXI volumi, Königsberg, 1815–1844.
- Astronomische Untersuchungen, 2 volumi, Königsberg, 1841–1842.
- Heinrich Christian Schumacher (a cura di), Populäre Vorlesungen über wissenschaftliche Gegenstände von F.W.Bessel, Hamburg, 1848.
- Rudolf Engelmann (a cura di), Abhandlungen von Friedrich Wilhelm Bessel, 1875.
  - Vol. 1: I. Bewegungen der Körper im Sonnensystem. II. Sphärische Astronomie, Leipzig 1875.
  - Vol. 2: III. Theorie der Instrumente. IV. Stellarastronomie. V. Mathematik, Leipzig 1876.
  - Vol. 3: VI. Geodäsie. VII. Physik. VIII. Verschiedenes – Literatur, Leipzig 1876.
- Rudolf Engelmann (a cura di), Recensionen von Friedrich Wilhelm Bessel, Leipzig, 1878.

## Onorificenze
Vinse, inoltre, la Medaglia d'Oro della Royal Astronomical Society nel 1841 e gli fu intitolato il più grande cratere nel Mare Serenitatis sulla Luna e un asteroide, 1552 Bessel.